# Conocybe magnispora
Conocybe magnispora är en svampart som tillhör divisionen basidiesvampar, och som först beskrevs av William Alphonso Murrill, och fick sitt nu gällande namn av Rolf Singer. Conocybe magnispora ingår i släktet Conocybe, och familjen Bolbitiaceae. Arten är reproducerande i Sverige.